# Digenis Acritas
Digenis Akritis (em grego: Διγενής Ακρίτης, AFI: [ðiγen'is akr'itis]), também grafado Digenes Akrites ou Akritas, é o herói do poema épico homônimo bizantino. O poema anônimo de Digenis Akritis remonta ao século XI ou XII, mas só é preservado em versões encontradas em manuscritos do século XIV e posteriores.
O poema fala sobre um emir sírio que se converte ao cristianismo para poder desposar uma jovem bizantina (que raptara numa incursão), e então sobre o rebento desta união, o insuperável herói Digenis ("de duas raças", i.e., grega e síria) Akritis ("fronteiriço", identificado com os akrites, guardas das fronteiras orientais do Império Bizantino). A obra então apresenta a biografia do herói, suas primeiras façanhas, suas núpcias, sua glória conquistada e sua morte.
Além da obra anônima medieval, existem inúmeras canções folclóricas gregas modernas nas quais se apresenta o herói Digenis.